# Уважаемый мистер Гейси
«Уважаемый мистер Гейси» (англ. Dear Mr. Gacy) — канадский драматический триллер 2010 года, снятый Светозаром Ристовски, в главных ролях Уильям Форсайт и Джесси Мосс. Фильм основан на мемуарах Джейсона Мосса «Последняя жертва».

## Сюжет
В рамках своей дипломной работы в колледже Джейсон Мосс (Джесси Мосс), студент-криминолог, решает написать серийному убийце Джону Уэйну Гейси (Уильям Форсайт) и попытаться завоевать его доверие, выдав себя за типичную жертву или поклонника.
Мосс посылает тщательно подготовленное письмо в тюрьму Гейси, изображая себя уязвимым, сексуально растерянным мальчиком. Письмо представляет собой замысловатый план проникнуть в голову маньяка в надежде раскрыть новую информацию о его убийствах, которая поможет Джейсону в написании выдающейся курсовой работы.
Гейси поначалу относится подозрительно к Моссу, которому приходиться пройти через интенсивные эмоциональные тесты с помощью писем и звонков, что приводит к напряжённым отношениям с его девушкой и семьёй. Гейси пытается убедить Мосса заняться проституцией, а Джейсон лжёт о том, что клиент украл его кошелёк. Услышав это, Джон предлагает отрезать пенис этого человека, сказав, что он защищает людей, с которыми близок. Гейси даже просит Мосса убедить своего младшего брата Алекса послать ему письмо и предлагает Джейсону приставать к мальчику, услышав, что его сильно избивают. Это заставляет Мосса избегать звонков Гейси в течение нескольких дней, заставляя Джона злиться и подозревать, что он пишет другому заключённому.
Тем временем Джейсон становится всё более параноидальным и агрессивным под влиянием Гейси. Он избивает одноклассника, который издевался над ним, и нанимает проститутку с намерением напасть на неё, останавливаясь только в последний момент.
Как только Гейси узнаёт, что его последнюю апелляцию отклонили и он скоро будет казнён, он предлагает заплатить Моссу навестить его в тюрьме. Джейсон соглашается после получения звонка от надзирателя, который обещает, что они не будут находиться в одной комнате и рядом будут охранники. Мосс также говорит с сбежавшей от Гейси жертвой, который не хочет, чтобы он уходил. После прибытия в тюрьму, Джейсон понимает, что оказался в комнате с Гейси один на один, а охранники уходят. Джон показывает Джейсону груды писем, которые он получил от СМИ и поклонников. Гейси злится, когда Мосс отказывается от клубничного торта, который Джон заказал для него. Гейси начинает угрожать Джейсону, а затем садится и начинает вести себя так, словно они снова друзья. После продолжительного разговора Джон говорит, что собирается изнасиловать и убить Джейсона, и прижимает его к стене. Охранники, наблюдающие за камерами безопасности, видят это, но думают, что пара просто целуется, и отворачиваются, потому что они не хотят смотреть, как они занимаются сексом. Охранники наконец прибывают через несколько минут после того, как Джейсон зовёт их.
Гейси снова звонит Моссу и угрожает рассказать всем, что он приставал к своему брату, на что Джейсон говорит, что он просто использовал его для своей курсовой работы. Вскоре после этого Джона казнят, а Мосс рассказывает о своих отношениях с Гейси студентам.
Фильм заканчивается реальным интервью с настоящим Джейсоном Моссом и показывает реальную фотографию Джейсона и Джона за несколько дней до казни. В конце нам рассказывают о том, что Мосс окончил колледж и написал книгу о своих отношениях с Гейси, прежде чем совершить самоубийство в июне 2006 года.

## В ролях
- Джесси Мосс — Джейсон Мосс
- Уильям Форсайт — Джон Гейси
- Эмма Лахана — Алисса
- Джеффри Бауэр-Чепман — Диего
- Патрик Гилмор — Глен Филлипс
- Эндрю Эйрли — профессор Гаррис
- Коул Хеппелл — Алекс Мосс
- Белинда Метц — Валери
- Михаэла Манн — Отем
- Майкл Копса — агент ФБР
- Эрик Кинлисайд — Стэн
- Дэрил Шаттлуорт — Томпсон
- Бретт Дир — Маркус
- Джарен Брандт-Бартлетт — Майк
- Хантер Эллиот — Тим Карси
- Кай Кеннеди — Бобби

## Производство
Фильм, основан на реальной истории Джейсона Мосса, который, будучи студентом колледжа, переписывался с пятью известными серийными убийцами, находившимися в камере смертников, пытаясь узнать что-нибудь ещё о их преступлениях, выдавая при этом себя за их типичных жертв или ярых фанатов.
В центре внимания фильма взаимодействие Мосса с Джоном Уэйном Гейси (осуждённым за убийство 33 молодых людей и мальчиков), с которым у него сложились самые крепкие отношения.
Сценарист Келли Мэдисон обратился к Кларку Питерсону, исполнительному продюсеру фильма «Монстр», чтобы попытаться воплотить историю в жизнь. Именно в ходе их бесед с Моссом, который был взволнован перспективой превращения своего романа «Последняя жертва» в фильм, они узнали о его самоубийстве 6 июня 2006 года. По истечении соответствующего периода времени они обратились к вдове Мосса и, в конечном итоге, получили добро, и приступили к разработке фильма. Это первая адаптация Келли Мэдисон на большом экране. Фильм был снят в Ванкувере (Британская Колумбия, Канада).

## Релиз
Премьера фильма состоялась на канадском телевидении 11 мая 2010 года. Он был выпущен на видео позднее в этом же году.